# Вітман (Нідерланди)
Вітман (нід. Witman) — селище в нідерландській провінції Оверейсел. Входить до муніципалітету Гарденберг. Наразі у селищі нараховується близько 20 будинків.